# Suezichthys aylingi
Suezichthys aylingi es una especie de peces de la familia Labridae en el orden de los Perciformes.

## Morfología
Los machos pueden llegar alcanzar los 11,7 cm de longitud total.

## Distribución geográfica
Se encuentran en las costas del sureste de Australia (Nueva Gales del Sur,  Victoria y Tasmania) y al noreste de Nueva Zelanda.